# Marie-Sohna Condé
Pour les articles homonymes, voir Condé.
Marie-Sohna Condé, née en 1971 à Abidjan, en Côte d’Ivoire,, est une actrice et metteuse en scène française, aux origines à la fois antillaise et africaine.

## Biographie
Elle a obtenu un Deug d'Histoire de l'art en 1994, puis elle étudie à l'ENSATT jusqu'en 1997.

## Théâtre
- 1997 : Ce soir on improvise (mise en scène : Adel Hakim)
- 1998 : Infernal (mise en scène : Pierre Pradinas)
- 1998 : Grand ménage (mise en scène : Fadhel Jaibi)
- 1999 : Voix de filles (mise en scène : Sabrina Delarue)
- 2001 : L'île des esclaves (mise en scène Emmanuel Daumas)
- 2004 : Concessions
- 2005 : Ta gueule, je t'aime, dans une mise en scène de Christophe Luthringer avec Thierry Samitier
- 2005 : Les histoires d'Edgar, dans une mise en scène de Xavier Marchand (Réalisateur) avec Jean-Michel Martial, Julien Goualo
- 2005 : Ce soir on improvise, dans une mise en scène de Adel Hakim
- 2006 : La parenthèse de sang	(mise en scène de Jean Paul Delore)
- 2024 : Qui a besoin du ciel, dans une mise en scène de Tommy Milliot

## Filmographie

### Cinéma
- 1997 : La Femme du cosmonaute de Jacques Monnet
- 1998 : Zanzibar de Didier Bénureau (court-métrage)
- 1999 : Les Migrations de Vladimir de Milka Assaf
- 2003 : Le Pacte du silence de Graham Guit
- 2005 : Je ne suis pas là pour être aimé de Stéphane Brizé
- 2007 : Regarde-moi d'Audrey Estrougo
- 2009 : Mutants de David Morley
- 2010 : Contre toi de Lola Doillon
- 2010 : Toi, moi, les autres d'Audrey Estrougo
- 2010 : Stolen Dreams de Karen McKinnon
- 2011 : Minuit à Paris de Woody Allen
- 2012 : 30° Couleur de Lucien Jean-Baptiste
- 2014 : Une histoire banale d'Audrey Estrougo
- 2016 : La Taularde d'Audrey Estrougo
- 2017 : Il a déjà tes yeux de Lucien Jean-Baptiste : Fatou
- 2021 : Envole-moi de Christophe Barratier
- 2023 : Notre tout petit petit mariage de Frédéric Quiring
- 2023 : Je ne suis pas un héros de Rudy Milstein
- 2024 : Petites mains de Nessim Chikhaoui

### Télévision
- 2004 : Les Femmes d'abord de Peter Kassovitz
- 2006 : L'État de Grace de Pascal Chaumeil
- 2010 : Fracture d'Alain Tasma
- 2017 : Héroïnes d'Audrey Estrougo
- 2018 : HP (série OCS)
- 2021 : Jeune et Golri : la productrice
- 2022 : Les Pennac de Chris Nahon : Brigadier chef Smercesky